# Кашаково
Кашаково (баш. Кәшәк) — деревня в Чекмагушевском районе Республики Башкортостан Российской Федерации. Входит в состав Тузлукушевского сельсовета. 

## География

### Географическое положение
Расстояние до:
- районного центра (Чекмагуш): 6 км,
- центра сельсовета (Тузлукушево): 6 км,
- ближайшей ж/д станции (Буздяк): 81 км.

## Население
| 2002 | 2009 | 2010 |
| ---- | ---- | ---- |
| 146  | ↘142 | ↘124 |

Национальный состав
Согласно переписи 2002 года, преобладающая национальность — татары (92 %).